# Christian Scholz (Fotograf)
Christian Scholz (* 25. September 1951 in Stockholm) ist ein Zürcher Fotograf.

## Beruflicher Werdegang
Kindheit und Jugend verbrachte Christian Scholz in Stockholm und Hamburg. 1971 bestand er sein Abitur, 1977 absolvierte er den Studienabschluss an der Freien Universität Berlin in Germanistik; seit 1985 lebt er in Zürich. Er besitzt das Schweizer Bürgerrecht.
Zur Fotografie kam Christian Scholz als Autodidakt. Prägend für seinen Weg von Nord nach Süd war anfangs der Dialog mit Gerd Sander, Enkel des deutschen Fotografen August Sander, der selbst auch als Fotograf und Galerist tätig war.
Schon mit dem Jahr 1983 veröffentlicht Scholz fotografische Beiträge und Foto-Essays für großen Magazine (über die USA, Frankreich, Schweiz etc.). Ab 1989 entwickelt er autonom Fotokonzepte, entwirft Kunstmappen und realisiert Projekte, u. a. für die Schweizerische Nationalbibliothek, Bern, Graphische Sammlung (2002–2004), für die Graphische Sammlung der Zentralbibliothek Zürich (2012–2014), für die Kunstsammlung Art at Swiss Re (2013–2017).
Innerhalb seines 10-jährigen Körperprojekts realisiert er dann Werkzyklen zu Tierkörper (2005), Flugkörper (2009), Menschenkörper (2010), Klangkörper (2011). 2013 entsteht seine erste DVD, Titel Körper, Farben, limitierte Edition. 2014–2016 folgt Der Kompass des Lichts, eine Kunstmappe in drei Teilen zu seinen aufwendigen Studien zum Sonnenlicht in süd- und westeuropäischen Städten und Landschaften. 2015 europaweit einmalig: Ausstellung Flugkörper unmittelbar im Dock E, Flughafen Zürich.
Grundpfeiler seiner fotografischen Arbeit wird 501 – Portraitwerk Schweiz. Ein künstlerisches Programm (1990–2020), heute zu finden z. B. in der Sammlung Photo Elysée, Lausanne (vgl. Broschüre Les collections du Musée de l’Elysée, Acquisitations et donations 2020–2021, Lausanne 2021, page 11). Bereits 2018 legt Christian Scholz als ersten Einblick dazu eine Edition mit nur 192 Portraitmotiven vor (Selection 192).
Zu seinen vielfältigen Menschendarstellungen aus über 30 Jahren zählen jene etwa von Patricia Highsmith, Ernst Beyeler, Eberhard W. Kornfeld, Carla Del Ponte, Pipilotti Rist, Roman Signer, Ivan Lefkovits, Doris Leuthard, Michelle Gisin, Hans Josephsohn, Thierry Carrel, Jacques Herzog, Pierre de Meuron, Donald M. Hess, Josef Ackermann, Günter Netzer, W.G. Sebald, Hans Magnus Enzensberger oder Daniel Borel, Miterfinder der Computermaus.
2019 gingen Einzelwerke an die National Portrait Gallery, London. Es folgten 2022 Kunstmappen ans Musée National d’Art Moderne, Paris, sowie ans Kunsthaus Zürich und erneut ans Photo Elysée. Der Fotograf ist in namhaften Privat- und Firmensammlungen der Schweiz und des Auslands vertreten.
Der Spiegel schrieb 2011 über Scholz: „Sein Credo ist altmeisterlich: ‚Kein Stativ, keine Assistenz, kein Kunstlicht.‘ Schwarz-Weiß, ohne Nachbearbeitung, ohne Ausschnitt.“

## Ausstellungen

### Einzelausstellungen
- 2003: Wasser, Farben, Orte, Art & Form Galerie, Dresden
- 2007: Körper. Werkzyklus Kühe, Coalmine Fotogalerie, Winterthur
- 2007: Schweizer Künstler. Photographische Portraits, Galerie Kornfeld, Bern
- 2008: 19th & 20th Century Fine Art Photography, Flugkörper, Birgit Filzmaier
- 2008: Im Antlitz der Literatur, Galerie Susanne Rüegg, Zürich
- 2013: Fünf sichtbare Jahre, Erste Fotostudien, Art at Swiss Re, Zürich
- 2015: Flugkörper, Dock E, Flughafen Zürich, Kunstsammlung der Flughafen AG, Zürich
- 2017: Das Körperprojekt, Galerie Bildhalle, Zürich

### Gruppenausstellungen
- 1999: Kafka im Portrait, Deutsches Literaturarchiv, Marbach am Neckar
- 2005: Vom General zum Glamour Girl. Ein Portrait der Schweiz, Schweizerische Landesbibliothek, Bern
- 2009: Neuere Arbeiten/Flugkörper, Verein für Originalgraphik, Zürich

## Publikationen
- Photographie und Erinnerung, in: Akzente, Heft 1, Februar 2003, 50. Jahrgang, München
- Schweizer Künstler. Photographische Portraits. Galerie Kornfeld, Bern 2007, DNB 993523439.
- Pictures remain and live. Remembering W. G. Sebald. Portrait Photo Portfolio. In: Lise Patt: Searching for Sebald. Photography after W. G. Sebald. Institute of Cultural Inquiry, Los Angeles 2007, ISBN 978-1-889917-11-5.
- Flugkörper. Scholz, Zürich 2008, DNB 1001405552.
- Körper. Mit einem Vorwort Körper sehen von Martin Heller. Schwabe, Basel 2011, ISBN 978-3-7965-2758-6.
- Insert. In: Annette Gigon, Mike Guyer: Architekten. Arbeiten 2001–2011. Müller, Baden 2011, ISBN 978-3-03778-257-6, S. 164–167.
- «Aber das Geschriebene ist ja kein wahres Dokument»: W. G. Sebald über Photographie und Literatur im Gespräch mit Christian Scholz In: Torsten Hoffmann (Hrsg.): «Auf ungeheuer dünnem Eis». Gespräche 1971 bis 2001. Fischer, Frankfurt am Main 2011, ISBN 978-3-596-19415-5.
- Die Zeit der Kamera. Schwabe, Basel 2013, ISBN 978-3-7965-2895-8.
- 33 Porträts, Edition Schwarz Weiss, Aesch 2013, ISBN 978-3-9524404-0-7 (dt. Ausgabe), ISBN 978-3-9524404-1-4 (engl. Ausgabe).
- Wie groß ist die Welt und wie still ist es hier (hrsg. von Urs Kienberger), Weissbooks Verlag, Frankfurt am Main 2014, Mit 7 Bildwerken von Christian Scholz, ISBN 978-3-86337-031-2.
- Der Kompass des Lichts (zweisprachig), Edition Schwarz Weiss, Aesch 2016, ISBN 978-3-9524404-4-5
- Kino-Menschen (Privatdruck), Zürich 2017, DNB 115308659X
- Das ist die Kunst, Gespräche mit Gerd Sander, Edition Schwarzweiss, Aesch 2018, ISBN 978-3-9524404-5-2
- mit Tatyana Franck: Portraits. Femmes de Suisse, Merian, Basel 2021, ISBN 978-3-85616-940-4.